# Dreamcatcher (roman)
Pour les articles homonymes, voir Dreamcatcher.
Dreamcatcher (titre original : Dreamcatcher) est un roman de science-fiction et d'horreur écrit par Stephen King, publié le 19 mars 2001 aux États-Unis puis en 2002 en France. C'est le premier roman qu'il a écrit à la suite du grave accident dont il a été victime en 1999.

## Résumé
Quatre amis, Pete, Henry, Jonesy et Beaver, se retrouvent annuellement pour une partie de chasse dans une forêt du Maine. Elle fut jadis leur terrain d'aventures, en compagnie de Duddits, l'enfant atteint de trisomie qu'ils avaient adopté comme un petit frère. Tous les quatre ont leurs problèmes, notamment Jonesy, qui a eu un grave accident l'année précédente, et Henry, qui pense à se suicider. Pendant la partie de chasse, Jonesy trouve un homme totalement désorienté en train d'errer dans les bois et le ramène à leur cabane. L'homme souffre de dyspepsie et de flatulences et présente des marques allergiques rougeâtres. Jonesy et Beaver s'occupent de l'homme alors que, pendant ce temps, Henry et Pete sont partis chercher des provisions. Mais, sur le chemin du retour, ils ont un accident en voulant éviter une femme assise au milieu de la route. Ils s'en tirent sans blessure grave et Henry part à pied à la cabane alors que Pete reste avec la femme, qui présente les mêmes symptômes que l'homme qu'a trouvé Jonesy.
Un hélicoptère de l'armée informe Beaver que la zone est placée en quarantaine. Jonesy et Beaver retrouvent ensuite l'homme, mort assis sur les toilettes. Ayant entendu quelque chose s'agiter dans la cuvette, Beaver s'assoit sur le siège tandis que Jonesy part chercher de quoi le sceller. Mais la créature, semblable à une lamproie avec des dents extrêmement tranchantes, réussit à se libérer et tue Beaver. Jonesy s'échappe mais un extraterrestre, Monsieur Gray, prend possession de son corps. Pendant ce temps, Pete tue une créature qui est sortie de la femme et l'a attaqué mais il se fait contaminer. Quant à Henry, il découvre que Jonesy est contrôlé et est ensuite capturé par des militaires.
Les militaires, sous les ordres du colonel Abraham Kurtz, ont ordre de rassembler les gens contaminés par ce qui est en fait un virus extraterrestre, dans le but de les exécuter par la suite. Ce virus s'est répandu depuis un vaisseau extraterrestre qui s'est écrasé et les militaires ont tué presque tous les extraterrestres survivants mais beaucoup ont été contaminés dans l'opération. Une fois infectés, les victimes du virus développent à l'intérieur de leurs corps des créatures qui les tuent en sortant. En temps normal, ces créatures établissent une symbiose avec leur hôte et deviennent une forme plus évoluée du virus mais, en raison du froid, elles sont agressives et cherchent à sortir. Un effet secondaire du virus est que l'hôte développe une forme de télépathie. Des flashbacks de l'enfance des quatre amis révèlent que tous les quatre ont déjà un certain degré de télépathie, qu'ils doivent à Duddits.
L'esprit de Jonesy s'est réfugié dans un coin de son cerveau mais ne peut rien faire d'autre que d'essayer d'échapper à M. Gray. Celui-ci retrouve Pete et le tue quand Pete refuse de coopérer avec lui. Prisonnier, Henry arrive à convaincre le bras droit de Kurtz, Owen Underhill, de l'aider à s'échapper. Tous deux se lancent à la poursuite de M. Gray alors que Kurtz les prend à son tour en chasse. M. Gray projette de contaminer des réservoirs d'eau avec le virus pour infecter un maximum de personnes. Jonesy cherche à lui faire perdre du temps alors que Henry et Underhill vont chercher Duddits, désormais atteint de leucémie en phase terminale, à Derry pour qu'il les aide à retrouver Jonesy. Ils finissent par le rattraper alors qu'il est arrivé à un réservoir d'eau. Grâce aux pouvoirs de Duddits, Henry tue M. Gray, libérant ainsi Jonesy, mais Duddits meurt peu après. Pendant ce temps, Owen est resté en arrière pour retarder Kurtz et les deux militaires trouvent la mort au cours de leur affrontement. La dernière créature extraterrestre est ensuite détruite.

## Genèse
C'est le premier livre que Stephen King a écrit après le grave accident dont il a été victime en 1999. Il l'a écrit à la main, car il ne pouvait rester assis devant l'ordinateur en raison de la douleur, et alors qu'il prenait des doses importantes d'OxyContin pour soulager cette douleur. L'écrivain estime qu'il s'agit de l'un de ses moins bons romans, expliquant en partie cela par l'influence négative de l'OxyContin sur son écriture.

## Accueil
Le roman est resté quinze semaines, dont trois semaines à la première place, sur la New York Times Best Seller list, y apparaissant le 8 avril 2001, directement à la première place. Le Publishers Weekly le classe à la quatrième place des meilleures ventes de romans aux États-Unis en 2001.

## Liens avec d'autres romans de Stephen King
Les personnages principaux du roman ont passé leur jeunesse à Derry et plusieurs allusions sont faites aux évènements décrits dans Ça. Dans une scène du roman, Jonesy arrive sur les lieux de l'ancien château d'eau de Derry, voit une plaque commémorative érigée par le « Club des Ratés » en l'honneur des victimes de Ça et remarque une inscription en dessous de celle-ci indiquant « Le clown vit encore ».

## Adaptation cinématographique
- Dreamcatcher : L'Attrape-rêves, film réalisé par Lawrence Kasdan, sorti en 2003.